# Nipigonsee
Der Nipigonsee (englisch Lake Nipigon; französisch Lac Nipigon) ist ein See in der kanadischen Provinz Ontario.

## Lage
Er liegt rund 120 km nordöstlich der Stadt Thunder Bay. Da keiner der Großen Seen vollständig in Kanada liegt, ist der Nipigonsee mit einer Fläche von 4848 km² der größte See, der vollständig in der Provinz gelegen ist. Er hat einen sehr unregelmäßigen Uferverlauf und umfasst zahlreiche Inseln. Er wird auch oft sechster der Großen Seen genannt und gehört geologisch tatsächlich zu ihnen. Aus historischen Gründen wird er jedoch nicht zu diesen Seen gezählt.
Über den Fluss Nipigon River wird der See in den Oberen See hin entwässert und ist dessen größter Wasserlieferant. Dazwischen liegen 76 m Gefälle (bei 120 km Strecke). Im Osten grenzt die Gemeinde Greenstone an den See und zwischen Nipigon- und Oberem See liegt die Gemeinde Nipigon.
Die größten Inseln im Nipigonsee sind Caribou, Geikie, Katatota, Kelvin, Shakespeare, Murchison und Logan Island.
Nordwestlich des Sees liegt mit dem Wabakimi Provincial Park der zweitgrößte Park von Ontario.

## Geschichte
Die heutigen Anishinabe gehen auf Zuwanderer zurück, deren Wege nur schwer zu rekonstruieren sind. Diese Gruppen sind heute die Animbiigoo Zaagi'igan Anishinaabek (Lake Nipigon Ojibway) First Nation (Juli 2015: 481 Angehörige), die Biinjitiwabik Zaaging (Rocky Bay) Anishinaabek First Nation (726 Angehörige), die Bingwi Neyaashi (Sand Point) Anishinaabek First Nation (261 Angehörige), die Red Rock (Lake Helen) First Nation (1793 Angehörige) und die Gull Bay First Nation (1343 Angehörige).
In den Berichten der Jesuiten, den Jesuitenrelationen, heißt der See lac Alimibeg später auch Alemipigon oder Alepigon. Erst im 18. Jahrhundert erscheint der Name Lake Nepigon. Möglicherweise leitet sich der Name von Animbiigoong („Wasser, das sich hinter dem Horizont verliert“) ab. Heute heißt er bei ihnen Animbiigoo-zaaga'igan. Nur wenige Kartenwerke setzen uns über den Namen in Kenntnis. 1778 wurde er in John Mitchell Il Paese de' Selvaggi Outauacesi, e Kilistinesi Intorno al Lago Superiore als Lago Nepigon bezeichnet. Noch lange wurde der See nach der Heiligen Anna St. Ann(e) Lake genannt, erst Ende des 19. Jahrhunderts setzte sich die heutige Form durch.
Am 29. Mai 1667 feierte der Jesuit Claude Allouez die erste Messe am Nipigon River. Er war den Nipissing-Indianern gefolgt, die den Irokesenkriegen der Jahre um 1649 westwärts ausgewichen waren. 1678 errichtete Daniel Greysolon, Sieur du Lhut einen Pelzhandelsposten namens Fort Tourette. Dazu hatte er den Namen seines Bruders, Claude Greysolon, Sieur de la Tourette gewählt. Möglicherweise stand es in der Ombabika Bay im Nordosten des Sees, wo der gleichnamige Fluss und der Little Jackfish River (Kabasakkandagaming) in den See münden. 1744 sollte Jean de La Porte die verdienten Einnahmen aus Fängen beim Lac Alempigon erhalten.
Nach 1763, als die Franzosen ihre Kolonie abtreten mussten, trat die Hudson’s Bay Company (HBC) die Nachfolge der französischen Pelzhändler an. 1850 zwang die britische Kolonialregierung die dort ansässigen Anishinabe zur Unterzeichnung eines Vertrags, dem Robinson Treaty. Ein Reservat von vier Quadratmeilen entstand am Gull River nahe dem See auf beiden Seiten des Flusses. Es wurde an Häuptling Mishe-muckqua (Mishi-makwa, Großer Bär) übergeben. Ab 1871 gehörte das Gebiet zum Thunder Bay District.

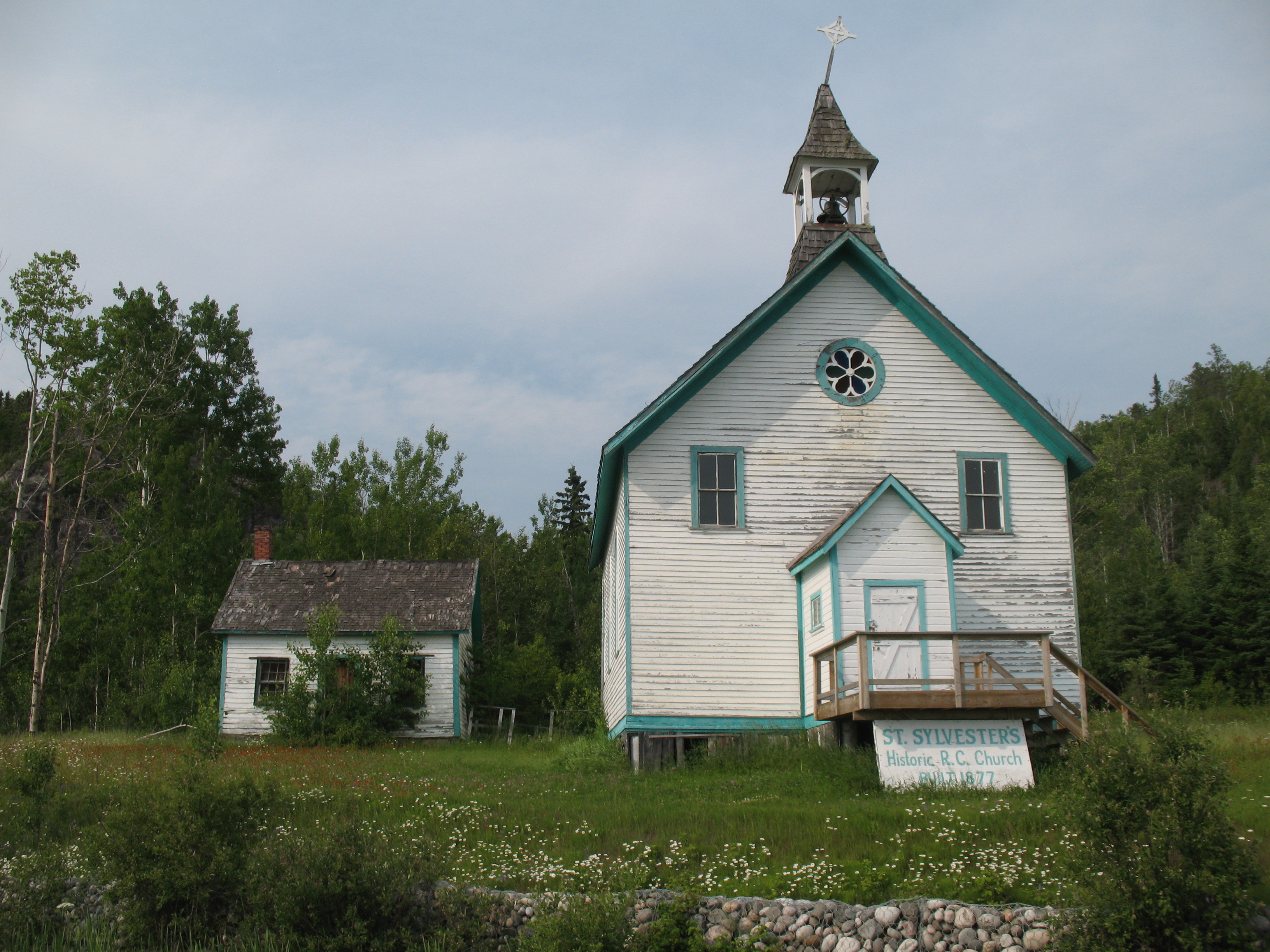
Die dem Hl. Sylvester geweihte Missionskirche am Lake Helen, südlich des Lake Nipigon

1852 entstand am Lake Helen, südlich des Lake Nipigon, eine Jesuitenmission, die zunächst Opoo-gan-asin genannt wurde. Dort entstand 1878 bis 1880 eine Kirche, die noch heute besteht.
1872 erwartete die HBC den Ausbau der Eisenbahn und bereitete sich mit umfangreichen Baumaßnahmen vor. Chief Trader Robert Crawford glaubte, der Red Rock Post würde die Endstation der Eisenbahn werden. Obwohl sich diese Pläne zerschlugen, wurde der Posten zum Hauptverteilzentrum für Waren im Einzugsbereich des Sees. Zudem begann 1885 mit der Fertigstellung der Eisenbahnverbindung ein stärkerer Zustrom von Siedlern in die Region. 1898 verlegte die HBC ihren Handelsposten an den Bahnhof der Canadian Pacific Railway, der jedoch 1924 einem Feuer zum Opfer fiel. Das Städtchen Nipigon wurde 1908 inkorporiert, der wieder aufgebaute Handelsposten bestand bis 1999. In den sogenannten Mudflats nahe dem Fluss siedelten sich einige Siedler an, die aber überwiegend von Fischfang, Jagd und ein wenig Viehzucht lebten.

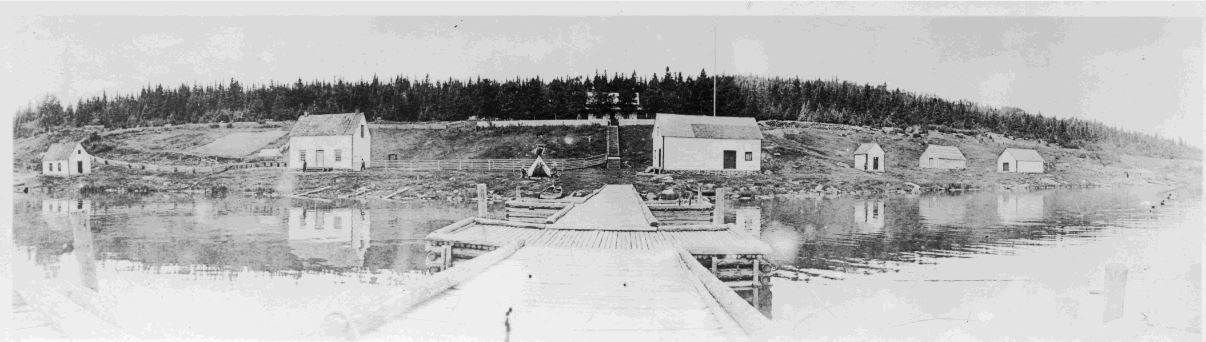
HBC Nipigon House, 1880

Südlich des Lake Nipigon entstand Ende des 19. Jahrhunderts ein regional bedeutsamer Fischereitourismus, einer Beschäftigung, der dort auch Mitglieder des britischen Königshauses nachgingen. Sogar Doppeldecker konnten hier landen. Dort entstand die Nipigon Lodge, die später nach dem Königshaus in Royal Windsor Lodge umbenannt wurde. Zahlreiche Anishinabe-Ojibwe arbeiteten hierbei als Führer oder Träger.
1943 vereinbarten Kanada und die USA die Ogoki diversion, durch die Wasser in den Lake Superior floss, das zuvor in die James Bay, die südliche Bucht der Hudson Bay gelangt war. Die Umleitung führte Wasser des Ogoki in den Nipigonsee. Mit diesem Wasser wurden drei Kraftwerke am Nipigon River betrieben. 1953 wurden die Häuser in den Mudflats abgerissen, weil größere Pläne für eine industrielle Nutzung bestanden.
Bis 1942 lebte die Whitesand First Nation auch am Nordwestufer des Lake Nipigon, doch wurde sie in diesem Jahr umgesiedelt. Heute leben rund 5.000 Indianer rund um den See. Direkt am Lake Nipigon befinden sich drei Indian reserves, die derzeit nicht bewohnt sind. Diese sind McIntyre Bay Indian reserve 54, das sich vier Stämme teilen, Jackfish Island 57, das die Gull Bay First Nation beansprucht, sowie Red Rock (Parmachene) 53, das die Red Rock First Nation verwaltet.
An der Ostseite des Sees wurde ein Provinzpark, der Lake Nipigon Provincial Park eingerichtet. 1999 wurde der Park von 14,58 auf 9,18 km² verkleinert. Daraus wurde wiederum ein Reservat für die Sand Point First Nation.
Währenddessen wird die Eisenbahnlinie, deren Bahnhof bereits vor Jahrzehnten abgerissen wurde, vollständig entfernt.

## Belege
1. ↑  INAC, Animbiigoo Zaagi'igan Anishinaabek (Memento des Originals vom 4. März 2016 im Internet Archive)  Info: Der Archivlink wurde automatisch eingesetzt und noch nicht geprüft. Bitte prüfe Original- und Archivlink gemäß Anleitung und entferne dann diesen Hinweis.
2. ↑  INAC Biinjitiwaabik Zaaging Anishinaabek (Memento des Originals vom 18. Dezember 2015 im Internet Archive)  Info: Der Archivlink wurde automatisch eingesetzt und noch nicht geprüft. Bitte prüfe Original- und Archivlink gemäß Anleitung und entferne dann diesen Hinweis.
3. ↑  INAC, Bingwi Neyaashi Anishinaabek (Memento des Originals vom 6. März 2016 im Internet Archive)  Info: Der Archivlink wurde automatisch eingesetzt und noch nicht geprüft. Bitte prüfe Original- und Archivlink gemäß Anleitung und entferne dann diesen Hinweis.
4. ↑  INAC, Red Rock (Memento des Originals vom 2. Februar 2016 im Internet Archive)  Info: Der Archivlink wurde automatisch eingesetzt und noch nicht geprüft. Bitte prüfe Original- und Archivlink gemäß Anleitung und entferne dann diesen Hinweis.
5. ↑  INAC, Gull Bay (Memento des Originals vom 5. März 2016 im Internet Archive)  Info: Der Archivlink wurde automatisch eingesetzt und noch nicht geprüft. Bitte prüfe Original- und Archivlink gemäß Anleitung und entferne dann diesen Hinweis.
6. ↑  Ich folge hier der lokalen Gedenktafel.
7. ↑  Brock University Map Library